# 吉田俊純
吉田 俊純（よしだ としずみ、1946年11月13日 - ）は、日本の歴史学者、筑波学院大学名誉教授。水戸学、農村史、茨城県史を専門とする。

## 著書
東京都生まれ。1971年横浜市立大学文理学部日本史学卒業、1974年東京教育大学大学院修士課程修了、茨城県立歴史館史料部史料室研究員、筑波学院大学情報コミュニケーション学部教授を務め、2017年定年、名誉教授となる。
- 『後期水戸学研究序説 明治維新史の再検討』 本邦書籍 1986
- 『農村史の基礎的研究 茨城県地方史研究1』 同時代社 1986
- 『明治維新と水戸農村』同時代社 1995
- 『水戸光圀の時代 水戸学の源流』校倉書房 2000
- 『水戸学と明治維新』吉川弘文館（歴史文化ライブラリー）2003、ISBN　9784642055505
- 『熊沢蕃山 その生涯と思想』吉川弘文館 2005、オンデマンド版　2020、ISBN 9784642734059
- 『近世近代の地域寺社の展開過程 常陸国高田神社を事例に』名著出版 2007
- 『寛政期水戸学の研究 翠軒から幽谷へ』吉川弘文館 2011、オンデマンド版　2024、ISBN　9784642734448
- 『徳川光圀 悩み苦しみ、意志を貫いた人』明石書店 2015 ISBN　9784750341279
- 『水戸学の研究 明治維新史の再検討』明石書店 2016　ISBN　9784750343426
- 『日本近世経済思想史研究』明石書店　2018，ISBN　9784750347523

### 編著
- 『常陸と水戸街道』（編）吉川弘文館（街道の日本史）2001 ISBN　9784642062145

## 論文
- <吉田俊純